# رياض حجازي
رياض عبد المجيد حجازي (13 سبتمبر 1919، طنطا – 7 مارس 1967، القاهرة، مصر) كان عالم أرض وجيولوجي مصري رائد. ترأس عددًا من وكالات البحوث الوطنية بما في ذلك مدير هيئة المساحة الجيولوجية المصرية (1956-1959)، ورئيس المجالس الإدارية للهيئة المصرية العامة للتعدين (1961-1965)، والهيئة المصرية العامة للأبحاث الجيولوجية والتعدين (1965-1967)، وكان لفترة وجيزة نائبًا لوزير الصناعة لشؤون الثروة المعدنية (1959-1961). سُمّيت سلسلة التجاعيد دورسوم هيجازي على القمر باسمه.

## الأوساط الأكاديمية والبحثية
التحق حجازي بجامعة القاهرة وحصل على درجة البكالوريوس. (مع مرتبة الشرف) عام 1939 وحصل على درجة الماجستير عام 1943. حصل على درجة الدكتوراه في الجيولوجيا من جامعة شيكاغو عام 1948. كانت أطروحته للدكتوراه بعنوان «تكوين الصخور البيرثية البيغماتيتية في تلال بتوش، داكوتا الجنوبية». حصل على درجة الدكتوراه في الجيولوجيا من جامعة إدنبرة عام 1952. كانت أطروحته بعنوان «المساهمات الجيوكيميائية في مشاكل البترولوجينات».

## المنشورات المختارة
1949. التكوين الصخري لبيغماتيت البيرثيت في بلاك هيلز، داكوتا الجنوبية. مجلة الجيولوجيا
1952. سلوك العناصر النزرة في جبهة التحول الجزيئي في دالراديان بمقاطعة دونيجال. Geochimica et Cosmochimica Acta.
1954. العناصر النزرة في الصخور البوتاسية البركانية فائقة القاعدة في جنوب غرب أوغندا والجزء المجاور من الكونغو البلجيكية. نشرة GSA.